# Nanna Brosolat Jensen
Nanna Brosolat Jensen (* 2. Januar 1984) ist eine dänische Badmintonspielerin. 

## Karriere
2003 konnte Nanna Brosolat Jensen ihren ersten großen internationalen Erfolg erringen, als sie bei der Badminton-Junioreneuropameisterschaft Silber hinter Larisa Griga im Dameneinzel gewann. Zwei Jahre zuvor war sie bereits dänische Juniorenmeisterin der U17 mit Mie Schjøtt-Kristensen im Doppel geworden.
Im Uber Cup 2008 schied sie, mittlerweile bei den Erwachsenen startend, überraschend mit dem dänischen Team gegen Deutschland im Viertelfinale aus. Bei der All England Super Series 2009 stand sie im Halbfinale des Dameneinzels und gehörte damit zu diesem Zeitpunkt zu den besten vier Spielerinnen der Welt.